# تو فوق‌العاده‌ای
تو فوق‌العاده‌ای (انگلیسی: Extraordinary You; کره‌ای: 어쩌다 발견한 하루) یک مجموعهٔ تلویزیونی کره جنوبی سال ۲۰۱۹ با بازی کیم هه-یون، رو وون، لی جه-ووک، لی نا اون، جونگ گون جو، کیم یونگ ده و لی ته ری است. این مجموعه بر پایهٔ وب‌تون July Found by Chance است که نخستین بار در ژانویه ۲۰۱۸ در داوم وب‌تون منتشر شد. تو فوق‌العاده‌ای از ۲ اکتبر تا ۲۱ نوامبر ۲۰۱۹، روزهای چهارشنبه و پنجشنبه ساعت ۲۱:۰۰ (کی‌اس‌تی) از ام‌بی‌سی پخش شد.

## بازیگران

### اصلی
- کیم هه-یون در نقش اون دان اوه[۷]

یک دانش آموز در کلاس ۲–۷ دبیرستان سولی
- رو وون در نقش شماره ۱۳ / هارو[۷]

یک دانش آموز در کلاس ۲–۷ دبیرستان سولی
- لی جه-ووک در نقش بک کیونگ[۷]

یک دانش آموز در کلاس ۲–۷ دبیرستان سولی
- لی نا اون در نقش یو جو دا[۸]

یک دانش آموز در کلاس ۲–۷ دبیرستان سولی
- جونگ گون جو در نقش لی دو هوا[۸]

یک دانش آموز در کلاس ۲–۸ دبیرستان سولی
- کیم یونگ ده در نقش اوه نام جو[۸]

یک دانش آموز در کلاس ۲–۷ دبیرستان سولی
- لی ته ری در نقش جین می چه / گوم جین می[۹]

یک آشپز کافه‌تریا در دبیرستان سولی